# Liste des châteaux d'East Lothian

Situation de l'East Lothian au sein de l'Écosse.

Cette liste recense les principaux châteaux du council area d'East Lothian en Écosse.
| Nom                     | Type                | Date         | Condition                                      | Propriétaire                | Localisation                               | Notes | Image |
| ----------------------- | ------------------- | ------------ | ---------------------------------------------- | --------------------------- | ------------------------------------------ | --- | ----- |
| Château d'Auldhame      | Maison-tour         | XVIe siècle  | En ruines                                      |                             | Seacliff, 56° 03′ 10″ N, 2° 38′ 24″ O      | |       |
| Château de Ballencrieff | Maison-tour         | 1507, 1586   | Restauré                                       | Privé                       | Ballencrieff, 55° 59′ 43″ N, 2° 49′ 24″ O  | Classé en catégorie B                                                                                         |       |
| Château de Barnes       | Château fort        | XVe siècle   | En ruines                                      |                             | Haddington, 55° 58′ 47″ N, 2° 45′ 25″ O    | Classé en catégorie B. Le château ne fut jamais terminé, sa construction s'étant arrêtée au niveau des caves. |       |
| Château de Bass Rock    | Donjon              | XVIe siècle  | En ruines                                      | Privé                       | Bass Rock, 56° 04′ 38″ N, 2° 38′ 25″ O     | Un phare a été bâti en 1902 sur les ruines du château.                                                        |       |
| Black                   |                     |              | site                                           |                             | Cockburnspath, 56° 04′ 38″ N, 2° 38′ 25″ O | some remains existed until c.1800                                                                             |       |
| Château de Dirleton     | Forteresse          | XIIIe siècle | Partiellement en ruines                        | Historic Scotland           | Dirleton, 56° 02′ 45″ N, 2° 46′ 46″ O      | Classé en catégorie A                                                                                         |       |
| Château de Dunbar       |                     | XIe siècle   | En ruines                                      |                             | Dunbar, 56° 00′ 20″ N, 2° 31′ 03″ O        | |       |
| Château de Fa'side      | Maison-tour         | XVe siècle   | Restauré vers 1970                             | Privé                       | Tranent, 55° 55′ 40″ N, 2° 59′ 51″ O       | Classé en catégorie B. Également appelé château de Fawside ou de Falside.                                     |       |
| Tour de Fenton          | Maison-tour         | 1587         | Restauré                                       | Privé                       | North Berwick, 56° 01′ 46″ N, 2° 44′ 03″ O | Classé en catégorie A.                                                                                        |       |
| Château de Garleton     | courtyard castle    | XVIe siècle  | En ruines                                      | Privé                       | Haddington, 55° 58′ 52″ N, 2° 47′ 16″ O    | Classé en catégorie B.                                                                                        |       |
| Château de Hailes       | Donjon              | XIVe siècle  | En ruines                                      | Historic Scotland           | East Linton, 55° 58′ 22″ N, 2° 41′ 00″ O   | Classé en catégorie A.                                                                                        |       |
| Château de Luffness     | Maison-tour         | XVIe siècle  | Transformé en maison baronniale au XIXe siècle | Privé                       | Aberlady, 56° 00′ 51″ N, 2° 50′ 38″ O      | Classé en catégorie A. Également appelé château d'Aberlady ou manoir de Luffness.                             |       |
| Tour de Preston         | Donjon              | XVe siècle   | En ruines                                      | National Trust for Scotland | Prestonpans, 55° 57′ 21″ N, 2° 58′ 41″ O   | Classé en catégorie A. Deux étages furent ajoutés au XVIIe siècle.                                            |       |
| Château de Redhouse     | courtyard castle    | XVIe siècle  | En ruines                                      |                             | Longniddry, 55° 59′ 01″ N, 2° 51′ 46″ O    | Classé en catégorie A.                                                                                        |       |
| Manoir de Saltoun       | Manoir élisabéthain | XVIe siècle  | Préservé                                       | Privé                       | Pencaitland, 55° 54′ 25″ N, 2° 51′ 47″ O   | Classé en catégorie A. Intègre des restes d'un château du XIIe siècle.                                        |       |
| Tour de Stoneypath      | Maison-tour         | XVIe siècle  | Restauré                                       |                             | Nunraw Abbey, 55° 56′ 01″ N, 2° 38′ 51″ O  | |       |
| Château de Tantallon    | courtyard castle    | XIVe siècle  | En ruines                                      | Historic Scotland           | North Berwick, 56° 03′ 27″ N, 2° 38′ 58″ O | Classé en catégorie A.                                                                                        |       |
| Tour de Whittingehame   | Donjon              | XVe siècle   | Préservé                                       | Privé                       | East Linton, 55° 57′ 02″ N, 2° 38′ 13″ O   | Classé en catégorie A.                                                                                        |       |
| Château de Yester       | castle & Donjon     | XIIIe siècle | En ruines                                      | Privé                       | Gifford, 55° 53′ 31″ N, 2° 42′ 38″ O       | Également appelé Goblin Ha'.                                                                                  |       |